# Востров, Владимир Андреевич
Влади́мир Андре́евич Востро́в (20 августа 1929 — 29 мая 2006) — советский военачальник. Командир 39-й гвардейской мотострелковой Барвенковской дивизии (1973—1975), командующий Сибирским военным округом (1984—1986), Главный военный советник ВС ДРА (1986—1988), Начальник Главного управления высших учебных заведений Министерства обороны СССР (1988—1990). Генерал-полковник (3.02.1984).

## Биография
Родился 20 августа 1929 года в деревне Тимонинское Биряковского сельского совета Вожегодского района Северного края в крестьянской семье. Военную службу начал в 1948 году курсантом Череповецкого пехотного училища.
В 1960-е годы служил в Заполярье (гв. полковник). С 1973 по 1975 год командир 39-й гвардейской мотострелковой Барвенковской ордена Ленина дважды Краснознамённой орденов Суворова и Богдана Хмельницкого дивизией 8-й гвардейской армии (Ордруф, ГСВГ). 25 апреля 1975 года присвоено воинское звание генерал-майор. С декабря 1975 по июль 1980 года — командующий 14-й гвардейской общевойсковой армией в Одесском военном округе. 25 октября 1979 года присвоено воинское звание генерал-лейтенант.
С 1980 года — первый заместитель командующего войсками Среднеазиатского военного округа. С июня 1981 года — первый заместитель командующего войсками Дальневосточного военного округа. 3 февраля 1984 года присвоено воинское звание генерал-полковник. С сентября 1984 по 1986 год — командующий войсками Сибирского военного округа. С 1986 по 1988 годы — Главный военный советник ВС ДРА;
С 1988 по 1990 год — начальник Главного управления военно-учебных заведений Министерства обороны СССР.
В отставке с 1990 года. Скончался в Москве 26 мая 2006 года. Похоронен в Москве на Троекуровском кладбище.

## Награды
- Орден Ленина
- Орден Трудового Красного Знамени
- Орден «За службу Родине в Вооружённых Силах СССР» III степени
- Медаль «В ознаменование 100-летия со дня рождения Владимира Ильича Ленина»
- Медаль «За отличие в охране государственной границы СССР»
- Медаль «20 лет Победы в Великой Отечественной войне 1941—1945 гг.»
- Медаль «Ветеран Вооружённых Сил СССР»
- Медаль «За укрепление боевого содружества»
- Медаль «40 лет Вооружённых Сил СССР»
- Медаль «50 лет Вооружённых Сил СССР»
- Медаль «60 лет Вооружённых Сил СССР»
- Медаль «70 лет Вооружённых Сил СССР»
- Медаль «За безупречную службу» I степени

Иностранные  награды:
- Орден Красного Знамени (ДРА)